# Catedral de São Jorge (Istambul)
A Catedral de São Jorge (em grego: Καθεδρικός ναός του Αγίου Γεωργίου; em turco: Aya Yorgi) é a principal catedral ortodoxa grega ainda em uso em Istambul, a maior cidade na Turquia e ,ainda como Constantinopla, a capital do Império Bizantino até 1453. Desde mais ou menos 1600[nota b] ela tem sido a sede do Patriarcado Ecumênico de Constantinopla, o patriarcado mais sênior da Igreja Ortodoxa Grega, e do Patriarca Ecumênico, reconhecido como líder espiritual de todos os cristãos ortodoxos.
A igreja, dedicada ao mártir cristão, São Jorge, é o local de importantes cerimônias e onde o Patriarca consagra a crisma (óleo sagrado[nota a] - Myron) na Quinta-feira Santa sempre que necessário. Por esta razão, a igreja também é conhecida como a "Igreja Patriarcal do Grande Myron". De uma vez só, o Patriarca consagra toda a crisma que será utilizada em toda a Igreja Ortodoxa. Atualmente, todos os líderes autocéfalos consagram sua própria crisma.
A igreja está localizada no bairro de Fener (tradicionalmente chamado de Phanar), a noroeste do centro da velha Constantinopla. É uma igreja relativamente pequena, principalmente se considerarmos o seus status no mundo cristão. Porém, essa discrepância pode ser explicada pelas leis islâmicas que governam os direitos dos dhimmis e que estipulam que todos os edifícios não islâmicos devem ser menores e mais simples que os edifícios correspondentes islâmicos.
A igreja está aberta ao público, mas sob um forte esquema de segurança. Ela é visitada diariamente por uma fileira de peregrinos vindos de todos os países ortodoxos. Nos fundos da igreja estão os escritórios do Patriarcado e a biblioteca patriarcal. A igreja, que era parte de um convento ou de um mosteiro antes de se tornar a sede do Patriarcado, é muito simples por fora, mas seu interior é ricamente decorado num estilo bastante apreciado pelos cristãos ortodoxos.

## História

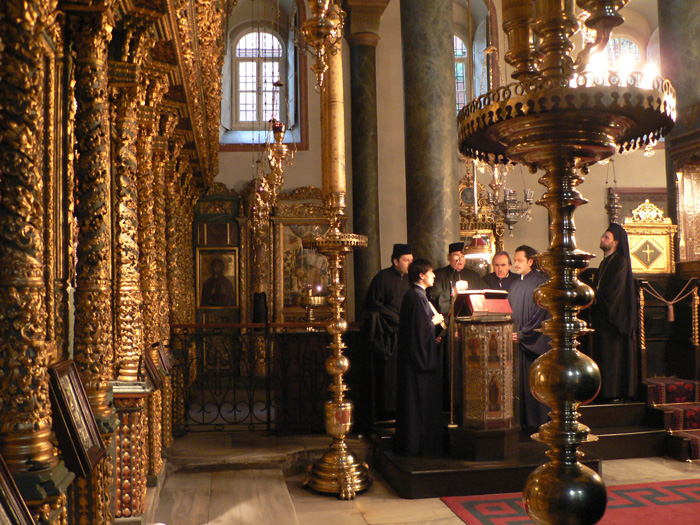
Interior da igreja, perto do trono patriarcal.

O Patriarca Mateus II (1596–1603) levou a sede do Patriarcado para o antigo convento de São Jorge, em Phanar, por volta de 1600. A cidade já estava nas mãos do turcos otomanos desde 1453. O distrito de Phanar já tinha se tornado o centro da vida cristão grega na cidade.
A igreja foi reconstruída muitas vezes e pouco restou da estrutura original. O Patriarca Timóteo II (1612–1620) reconstruiu e alargou a igreja em 1614. Ela foi novamente reconstruída sob o Patriarca Calínico II (1694–1702). No início do século XVIII (as fontes variam sobre a data exata), igreja foi severamente danificada num incêndio. Em 1720, o Patriarca Jeremias III (1716–1726, 1732–1733) escreveu para Neófito, o metropolita de Arta: "Pela graça e vontade do Todo-Poderoso Deus, os senhores [turcos], Deus lhes conceda longa vida, foram convencidos e nos deram permissão para reconstruir desde as fundações a sagrada igreja de nosso Trono Patriarcal e Ecumênico e, assim, nós iniciamos a construção com a ajuda de Deus.". As obras de restauração de Jeremias III foram continuadas pelo Patriarca Paísio II (reinou diversas vezes entre 1726 e 1752).

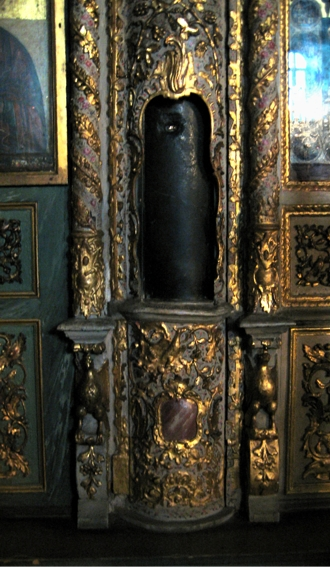
Relíquia do "Pilar da Flagelação" na parte sul da iconóstase.

Em 1738 houve um novo incêndio e novamente a igreja foi muito danificada. E somente em 1797 que o Patriarca Gregório V foi capaz de começar a enorme restauração necessária. O estado atual da igreja data majoritariamente desta época. O plano da igreja contém uma basílica com três corredores com três absides semicirculares no lado leste e um nártex transversal no oeste. O interior está divido nos três corredores por colunadas, com os bancos de ébano colocado nas linhas de cada coluna. Este arranjo preserva um grande espaço na nave para a realização das cerimônias litúrgicas. No bema, atrás do altar, a cathedra (área à volta do trono) está arrumado num semicírculo ao longo da parede curva da abside, com os bancos para os Arciprestes e um trono elevado de mármore para o Patriarca.
Mais mudanças foram feitas na igreja sob o Patriarca Gregório VI (1835–1840), quando o pé-direito foi elevado para altura atual. É desta reconstrução a entrada de mármore neo-clássica com os batentes ornamentados, que fazem da fachada exterior da igreja parecer tão diferente das outras igrejas ortodoxas, que em geral foram construídas no estilo bizantino. A última grande reconstrução ocorreu durante o reinado de Joaquim III (1878-1912). O pavimento de mármore foi restaurado e a coleção eclesiástica foi enriquecida com vasos e vestes litúrgicos, todos doados por cristãos ortodoxos, a maioria de fora do Império Otomano.

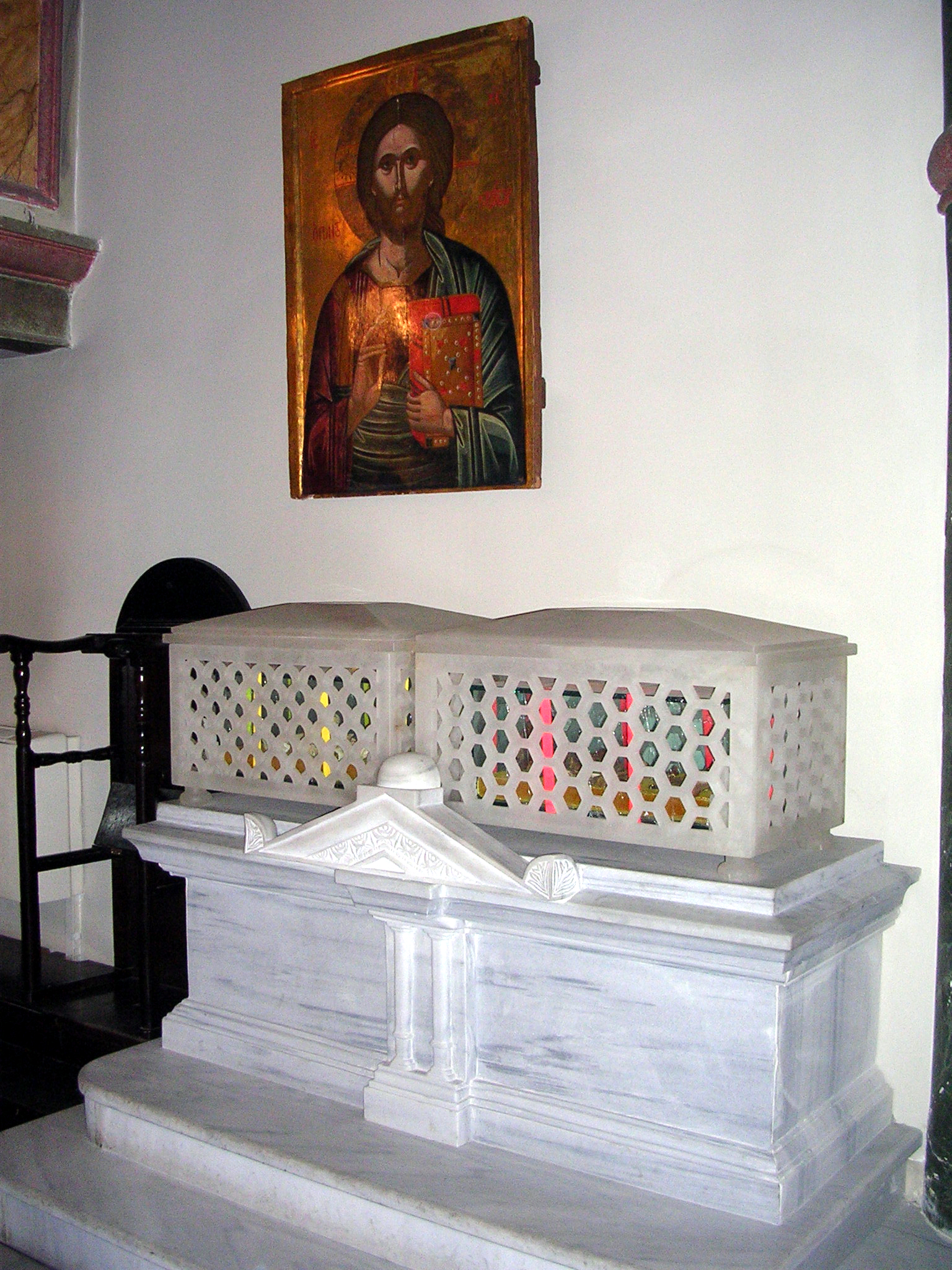
Relicário com os ossos de Gregório de Nazianzo e João Crisóstomo.

A igreja foi novamente danificada por um incêndio em 1941 e, por razões políticas, não foi totalmente restaurada até 1991. Seus objetos mais preciosos, salvos de cada um dos incêndios, são o trono patriarcal, que acredita-se ser do século V d.C., alguns raros ícones em mosaico e as relíquias de Gregório de Nazianzo e João Crisóstomo. Alguns dos ossos destes dois santos, que foram saqueados de Constantinopla na Quarta Cruzada (1204) retornaram para Igreja de São Jorge pelas mãos do Papa João Paulo II em 2004, oitocentos anos depois, num ato de reconciliação.
Desde a queda dos otomanos e ascensão do moderno nacionalismo turco, a maior parte da população grega-ortodoxa de Istambul emigrou, deixando o Patriarcado na posição anômala de pastor sem um rebanho (ao menos localmente). Hoje em dia, a Igreja de São Jorge serve majoritariamente como centro simbólico do Patriarcado Ecumênico e como um centro de peregrinação para os cristãos ortodoxos. A igreja é financiada por doações das comunidades ortodoxas de todo o mundo.
Em 3 de dezembro de 1997, um atentando à bomba feriu gravemente um diácono e danificou a Catedral Patriarcal. Este foi um dos muitos ataques terroristas contra o Patriarcado Ecumênico, suas igrejas e cemitérios em Istambul nos anos mais recentes.